# Zwergminiermotten
Die Zwergminiermotten (Nepticulidae) sind eine Familie der Schmetterlinge (Lepidoptera). Sie kommen weltweit mit ca. 700 Arten in 28 Gattungen vor. In Europa sind bis jetzt 242 Arten und Unterarten beschrieben, von denen in Mitteleuropa 135 Arten vorkommen.

## Merkmale
Die Falter erreichen eine Flügelspannweite von nur drei bis zehn Millimetern und gehören damit zu den kleinsten Schmetterlingsarten weltweit. Sie haben einen schmalen, langgestreckten Körper, der abstehend behaart ist. Ihre Vorderflügel sind schmal und etwa drei bis viermal länger als breit und überwiegend metallisch glänzend gefärbt oder mit metallischen Mustern versehen. Die Grundfärbung ist meist bronze- oder messingfarben. Manche Arten haben aber keine metallische Färbung. Die Hinterflügel sind schmal, langgestreckt und spitz zulaufend. Sie sind deutlich schmaler bis etwa gleich breit wie die Vorderflügel und haben lange Fransen. Der Kopf ist mit haarigen Schuppen bedeckt. Die fadenförmigen Fühler sind kurz bis mittellang und erreichen etwa 0,5- bis 0,75-mal die Länge der Vorderflügel. Ihr erstes Glied (Scapus) ist an der Basis verbreitert. Ihre fünfgliedrigen Maxillarpalpen sind gut entwickelt, Saugrüssel haben die Tiere keinen.
Die Flügeladerung beider Flügelpaare ist überwiegend identisch. Die Vorderflügel haben eine stark zurückgebildete Aderung mit 5 bis 8 Adern und vermutlich keinen Analadern. Die Hinterflügel haben eine gut ausgebildete Aderung, bei manchen Arten besteht sie aus sechs bis sieben Adern.

## Lebensweise und Entwicklung
Die Larven der Zwergminiermotten minieren in Blättern, Samen und Rinde und sind meist auf eine bestimmte Pflanze spezialisiert. Manche Arten bilden Pflanzengallen.
Die Weibchen legen ihre Eier meist auf der Unterseite der Blätter der Wirtspflanzen ab. Die daraus schlüpfenden Larven fressen sich in das Blatt hinein und legen dabei einen langen Gang zwischen der oberen und unteren Blattaußenseite (Cuticula) an. Die Larven vieler Arten benötigen oft nur wenige Tage für ihre Entwicklung. Dadurch können sie mehrere Generationen pro Jahr hervorbringen. Die Verpuppung findet außerhalb der Mine in einem Kokon statt, aus dem sich die Tiere kurz vor dem Schlüpfen schon etwas herausschieben.

## Unterfamilien
- Nepticulinae
- Pectinivalvinae

## Arten (Auswahl)
- Ectoedemia heringi – Herings Zwergminierfalter
- Stigmella aurella
- Stigmella torminalis